# Angitola
Az Angitola egy olaszországi folyó. A Calabriai-Appenninekben ered a Monte Pizzini (918 m) lejtőin, átszeli a Santa Eufemia-síkságot (melyet hordalékából épített fel) és a Santa Eufemia-öbölbe torkollik Francavilla Angitola község területén. Mellékfolyói a Falla, Scuotrapiti és Reschia. Maierata mellett vizét felduzzasztották, létrehozva az Angitola-tavat.